# Chiesa della Pace (Świdnica)
La chiesa della Pace della Santissima Trinità di Świdnica è il più grande tempio barocco in legno d'Europa, un edificio storico sacrale costruito sotto le disposizioni della Pace di Vestfalia del 1648, che pose fine alla cosiddetta guerra dei trent'anni. Appartiene territorialmente alla Parrocchia di Świdnica della Chiesa evangelica di Confessione Augustana in Polonia. Dal 2001 è inserita dall'UNESCO nell’elenco dei patrimoni dell’umanità.

## Storia
La Chiesa della Pace di Świdnica era una delle tre chiese della Pace (insieme a quelle di Głogów e Jawor). L'imperatore cattolico Ferdinando III d'Asburgo, per intercessione della Svezia protestante, permise di costruirle nei principati ereditari asburgici nella Slesia. Qui, tutte le chiese costruite dai cattolici e rilevate dai protestanti alla fine tornarono alla Chiesa cattolica. Dopo lo scoppio della guerra, gli evangelici furono privati del diritto di professare liberamente la propria fede e di avere le proprie chiese. D'altra parte, nei ducati di proprietà dei Piast della Slesia, per la maggior parte evangelici, tutte le chiese poteroni rimanere protestanti.

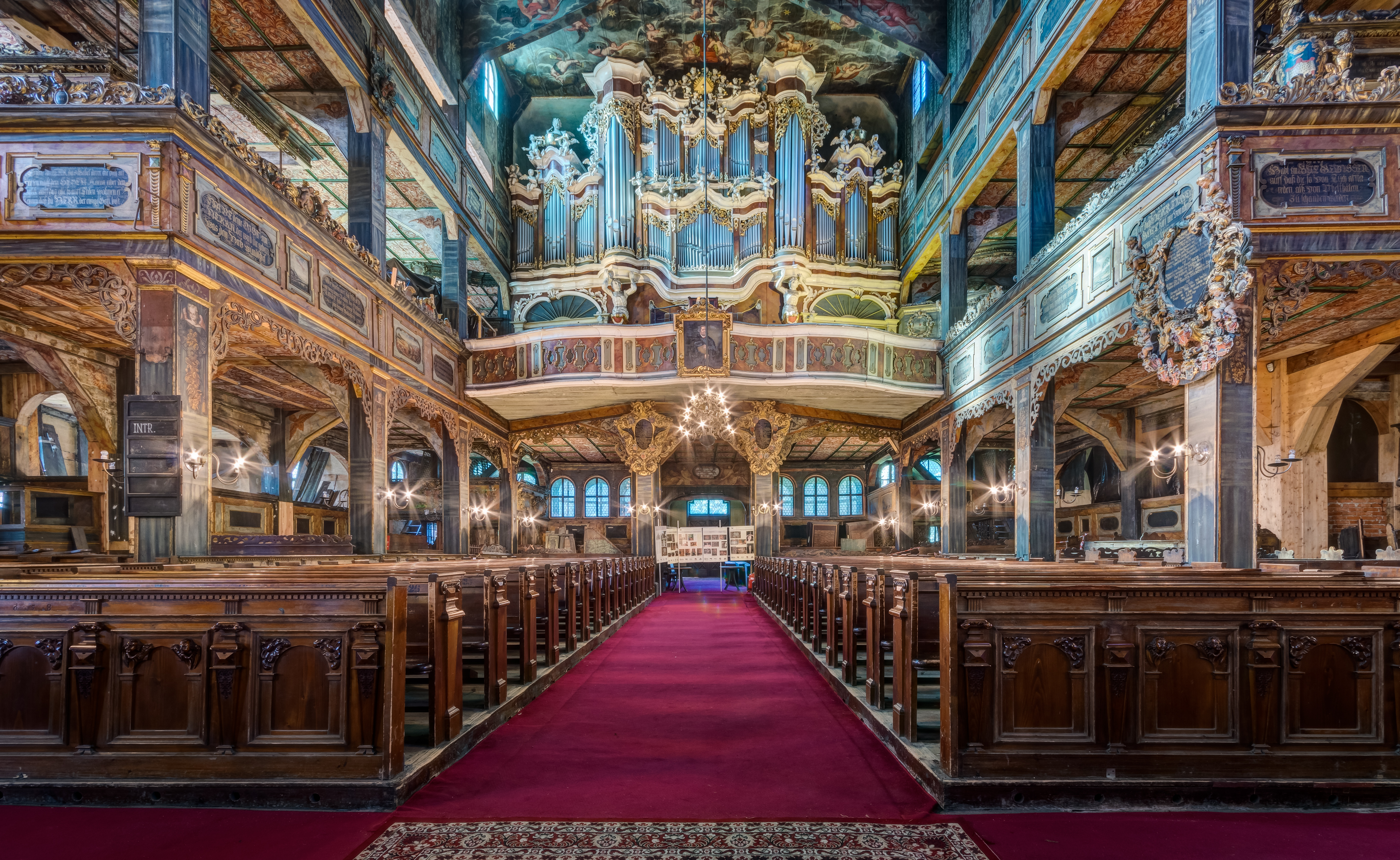
Interno della Chiesa della Pace, veduta del prospetto dell'organo

La costruzione delle chiese della Pace era deliberatamente soggetta alle condizioni aggiuntive che dovevano ostacolare la loro costruzione o, nel caso in cui fossero state completate, causare un uso a breve termine del tempio. La prima pietra per la costruzione della chiesa di Świdnica fu posta il 23 agosto 1656. L'autore del progetto fu il capomastro di Breslavia Albrecht von Saebisch, mentre la costruzione fu affidata al falegname Andreas Kaemper di Świdnica. Per raccogliere i fondi per la costruzione, Christian Czepko di Świdnica viaggiò per le corti protestanti europee. Gli evangelici di tutti gli strati sociali (contadini, borghesia e nobiltà) si impegnarono nella costruzione del tempio. Dopo 10 mesi di lavori, il 24 giugno 1697 fu celebrata la prima messa.
Durante le guerre del Nord del 1708, quando la condizione di aderenti alla confessione religiosa evangelica migliorò, su pressione del re svedese accanto alla chiesa furono costruiti un campanile e una scuola evangelica. Entrambi gli edifici si sono conservati fino ad oggi.
Benché la chiesa sia stata fondata a seguito dei numerosi conflitti religiosi, essa è un simbolo di riconciliazione. 

### Eventi recenti
Nel 1989, il primo ministro polacco Tadeusz Mazowiecki e il cancelliere tedesco Helmut Kohl pregarono insieme per la pace nella chiesa. Nel 2011, il tempio ospitò la coppia reale svedese Carlo XVI Gustavo di Svezia e la regina Silvia. 
Nel 2014, la cancelliera tedesca Angela Merkel e il primo ministro polacco Ewa Kopacz parteciparono alla preghiera ecumenica per la pace, mentre nel settembre 2016 è stato firmato L'Appello per la pace dai rappresentanti delle confessioni cristiana, ebraica, islamica e buddhista insieme al Dalai Lama XIV.

## Architettura
La Chiesa della Pace di Świdnica fu eretta secondo la maniera della costruzione a graticcio come edificio centrale basato su uno scheletro di legno riempito con una massa di argilla e paglia, la cui pianta ha la forma di una croce greca. All'edificio centrale furono aggiunte la Sala dei Battesimi e la sacrestia a est, la Sala dei Morti a ovest, la Sala delle Nozze a sud e la Sala del Campo a nord. Attualmente l'edificio misura 44 m di lunghezza e 30,5 m di larghezza. Il piano terra insieme ai quattro piani dei matronei potevano accogliere 7,5 mila persone (di cui 3,5 mila posti a sedere). La chiesa fu costruita con l'obiettivo di ospitare il maggior numero possibile di persone, il chè era importante soprattutto nei tempi di limitazione della libertà di religione per i protestanti, perché era uno dei due tempi protestanti del Ducato di Świdnica-Jawor. Pertanto, la chiesa ha un'enorme area interna dal volume di 1090 m².

## Gli interni
Tra gli elementi estremamente preziosi degli interni della chiesa vi sono l’altare e il pulpito.

### Pulpito

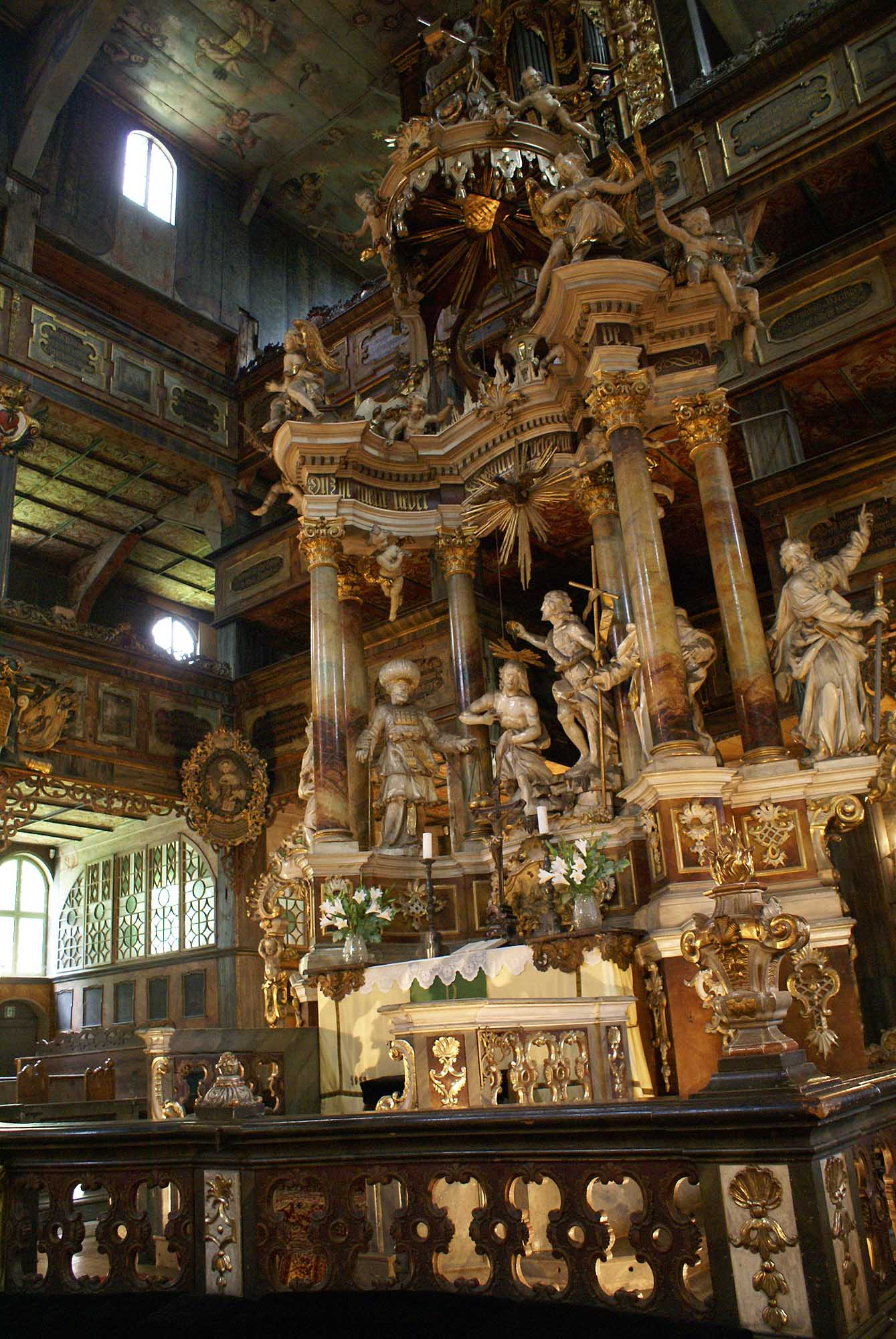
Altare

Il pulpito barocco, opera di Gotfried August Hoffmann, risale al 1729. Le scale per il pulpito sono decorate con le scene bibliche della Pentecoste, del Golgota e del Paradiso. Sulla balaustra furono scolpite allegorie della Fede, della Speranza e dell'Amore. Sopra la porta del pulpito c'è una scultura di Gesù Buon Pastore.

### Altare
L’altare maggiore, ad opera di August Hoffman, fu commissionato in occasione del centenario della chiesa nel 1752 e completato l’anno successivo. Sopra la mensa dell’altare c’è un piccolo bassorilievo raffigurante L’ultima cena. Al centro vi è un Battesimo di Cristo e le figure di Mosè, del primo sommo sacerdote Aronne e degli apostoli Pietro e Paolo. Sopra, sulle sei colonne corinzie, c'è un fregio con l'iscrizione Dies ist mein geliebter Sohn, an dem ich Wohlgefallen habe ("Questi è il Figlio mio prediletto, nel quale mi sono compiaciuto." Matteo 3:17). 
Al centro, all'altezza del fregio, si trova l'allegoria dello Spirito Santo a forma di colomba. Sopra, sotto il baldacchino, troviamo un triangolo dorato circondato da raggi con il tetragramma biblico del nome di Dio scritto in ebraico, che rappresenta l'allegoria del Dio Padre. In cima all'altare, sul libro con sette sigilli, si trova l’agnello con lo stendardo.

### Organo
Si è conservato l’organo storico a 62 voci con il prospetto barocco del 1666-1669, costruito dalla compagnia di Gottfried Klose di Brzeg e rielaborato più volte. Sul matroneo più altro c’è l‘organo più piccolo costruito nel 1695 da Sigismondo Ebersbach. L'organo attuale, il quinto consecutivo, risale al 1909 e fu progettato dalla società Schlag & Söhne di Świdnica che introdusse l'alimentatore elettrico. 

### Loggia dei Hochberg

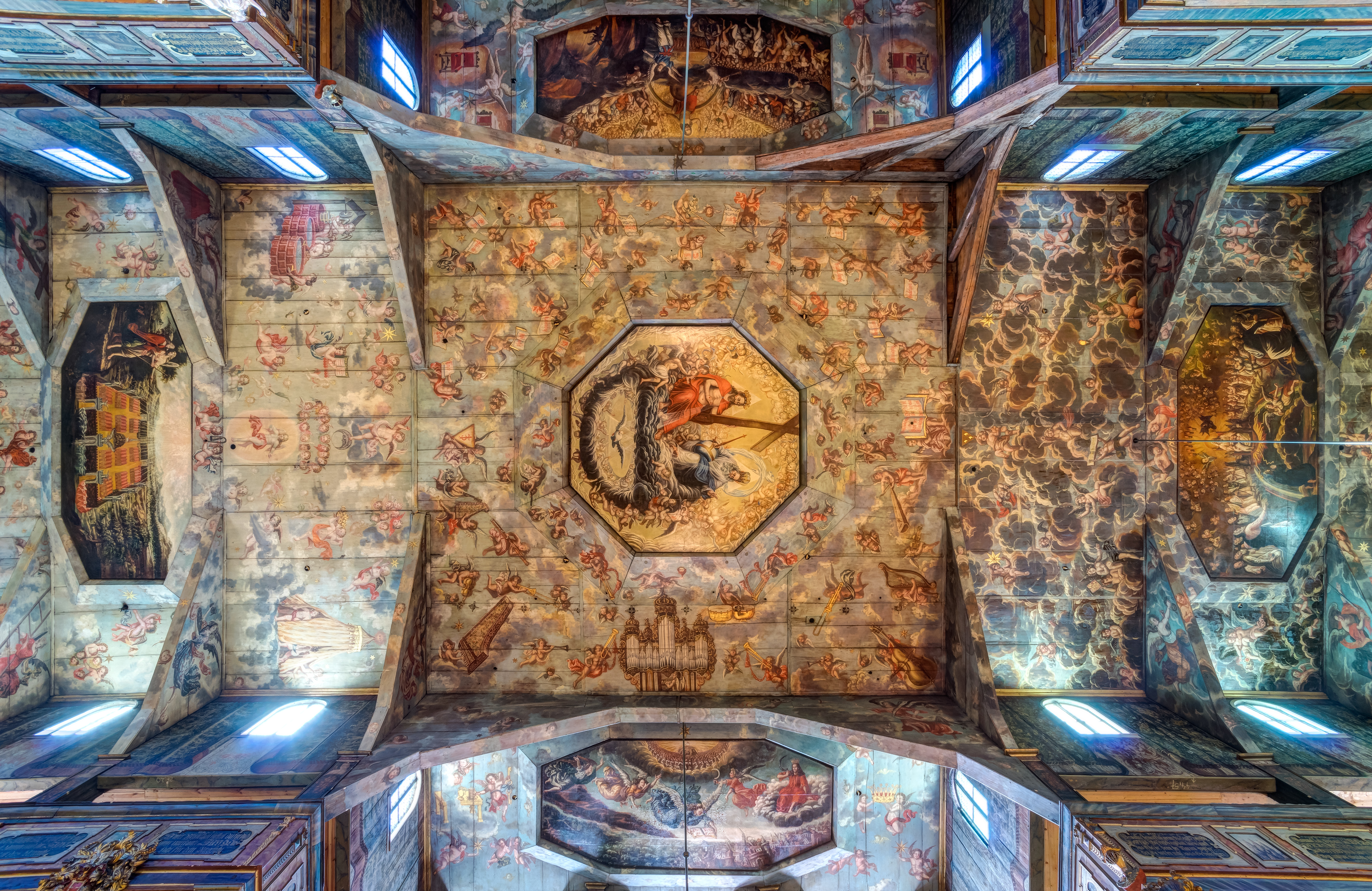
Soffitto

Le famiglie più privilegiate avevano le proprie logge nella chiesa. Di fronte al pulpito, sopra l'ingresso principale della chiesa, c'è una loggia del 1698 di una bellezza particolare riccamente decorata, che apparteneva alla famiglia Hochberg, i benefattori della chiesa.

### Matronei
I matronei lungo l'intera lunghezza sono coperte da 78 testi di versetti della Bibbia e 47 scene allegoriche. I dipinti sulle tavole raffigurano il significato delle citazioni bibliche presenti accanto ad esse. Le balaustre delle matronei sono riccamente decorate con delle sculture e dei dipinti.

### Soffitto
I soffitti della chiesa sono decorati con i dipinti del 1694-1696 dei due pittori di Świdnica Christian Sussenbach e Christian Kolitschek. I dipinti illustrano le scene dell'Apocalisse di San Giovanni:
- Gerusalemme celeste;
- Dio Padre, sopra la cui testa circondata da sette lingue di fuoco c’è un’aquila che gira intorno, tiene sulle ginocchia un libro piegato con sette sigilli sul quale poggia un agnello e attorno ci sono 24 anziani che si inginocchiano davanti a lui. Sotto c’è San Giovanni che prega;
- La Caduta di Babilonia
- Il Giudizio Universale

All’incrocio delle navate fu dipinta la Santissima Trinità. I soffitti intorno ai dipinti, quelli dei matronei e quelli dei pilastri sono pitturati con motivi floreali.

## Galleria d'immagini

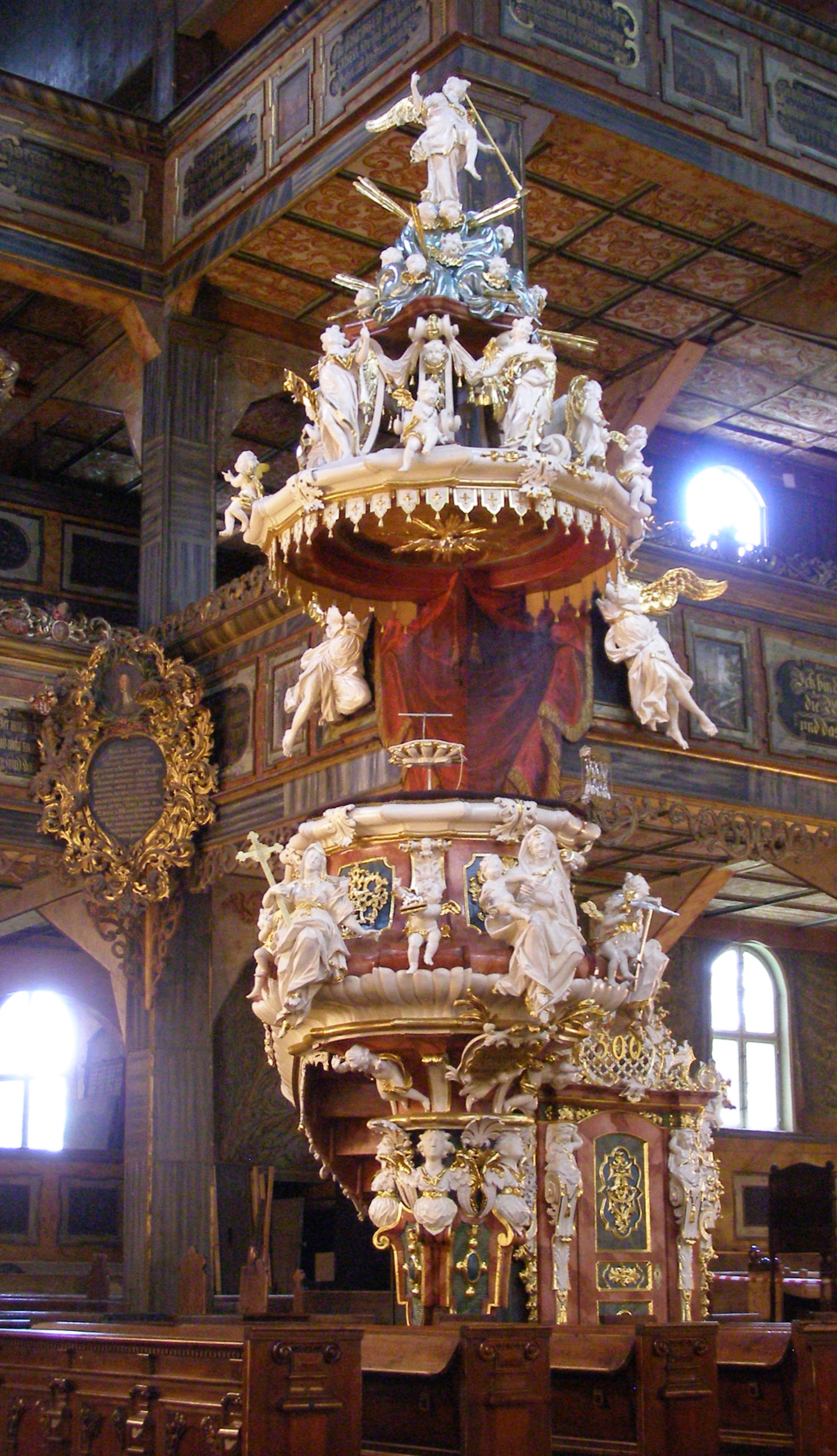
Pulpito
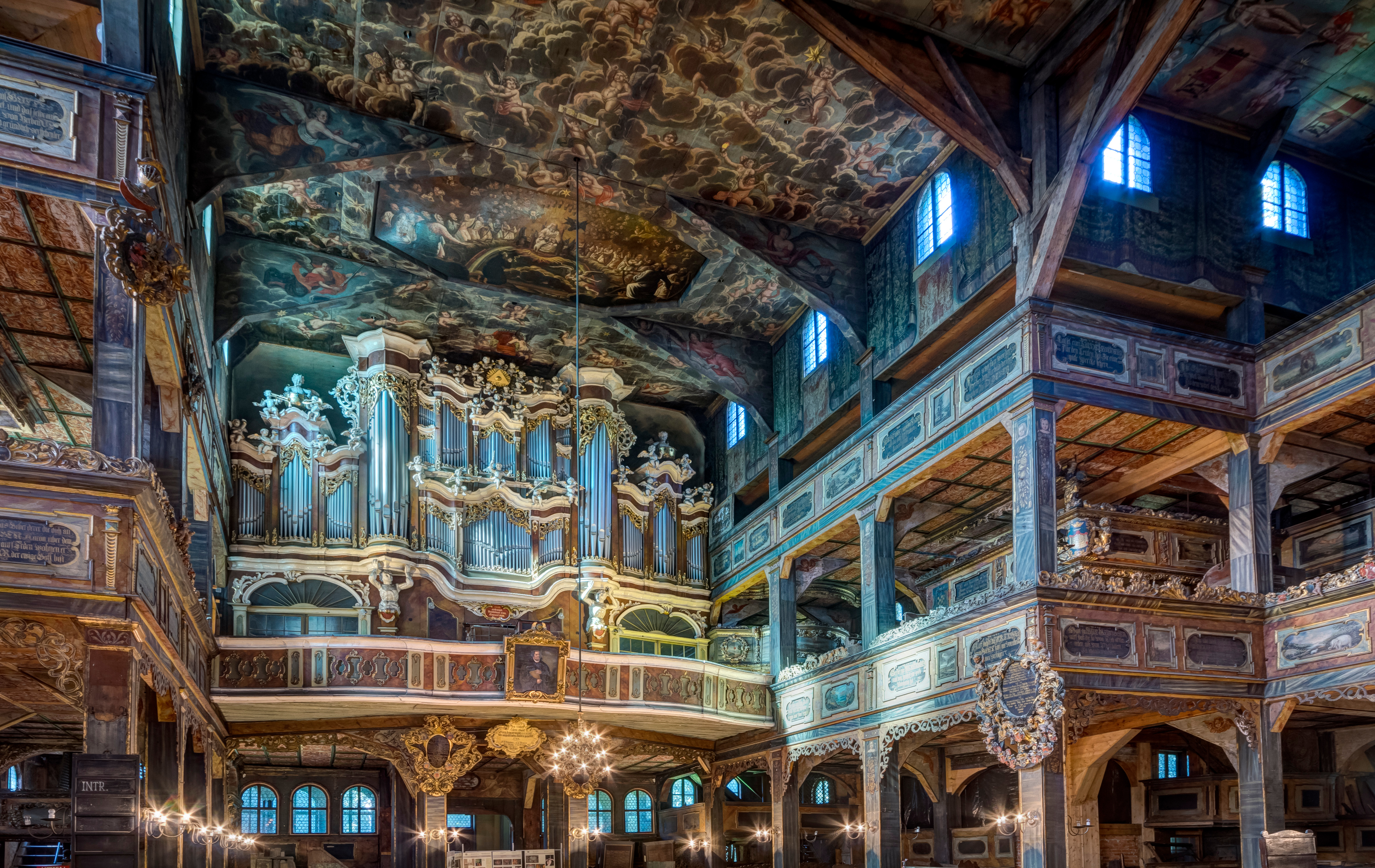
Organo
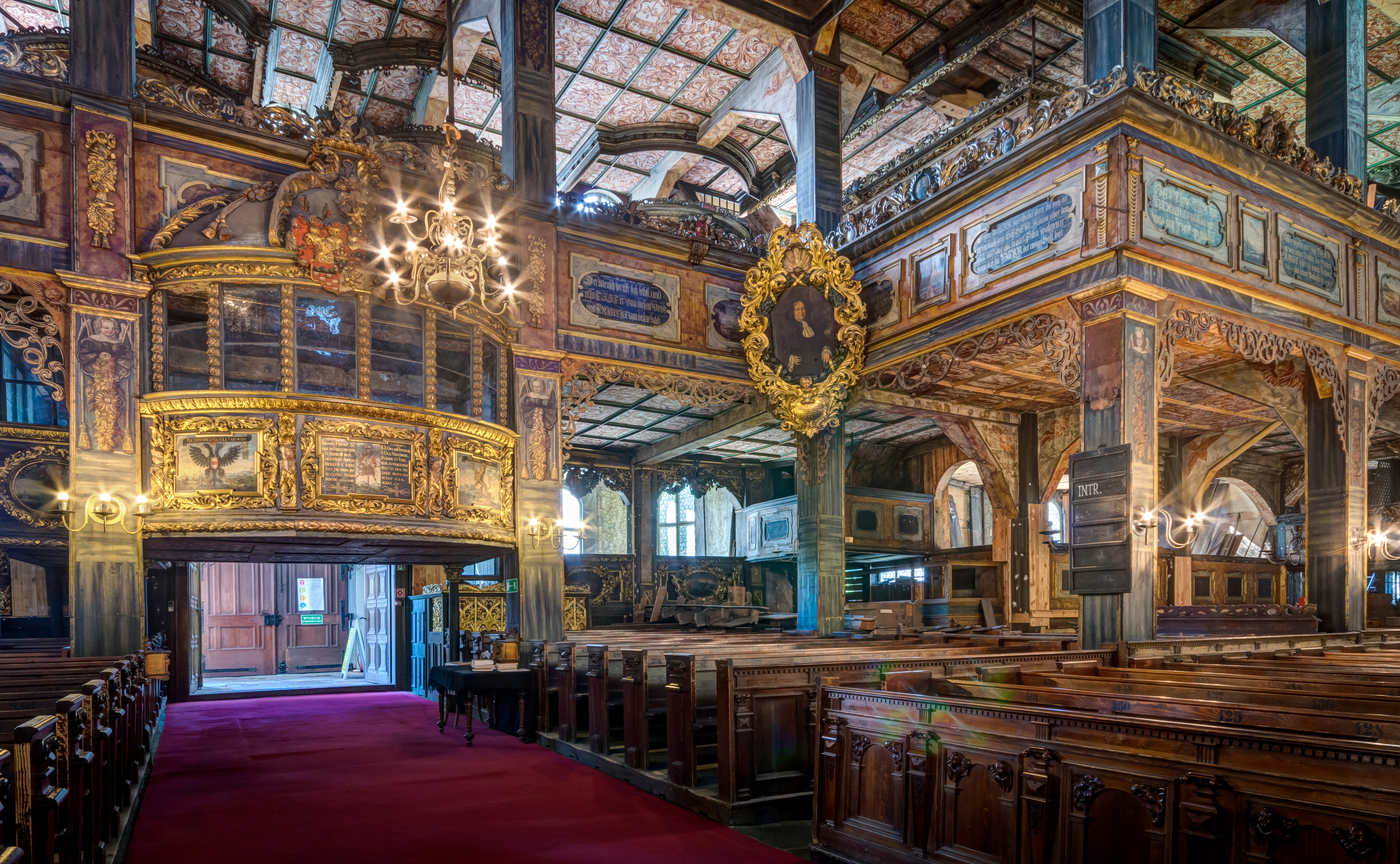
Loggia dei Hochberg
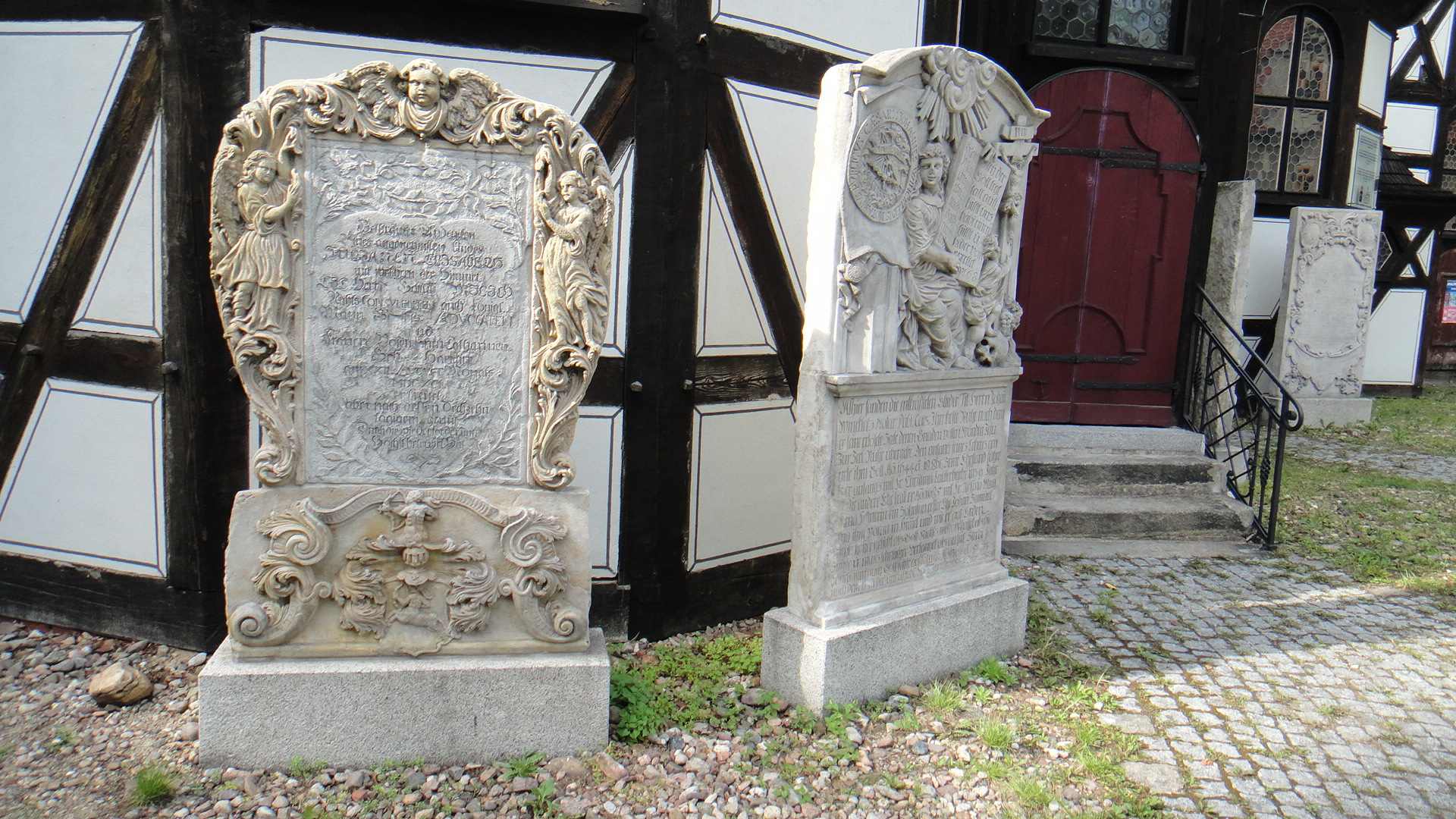
Lapidi
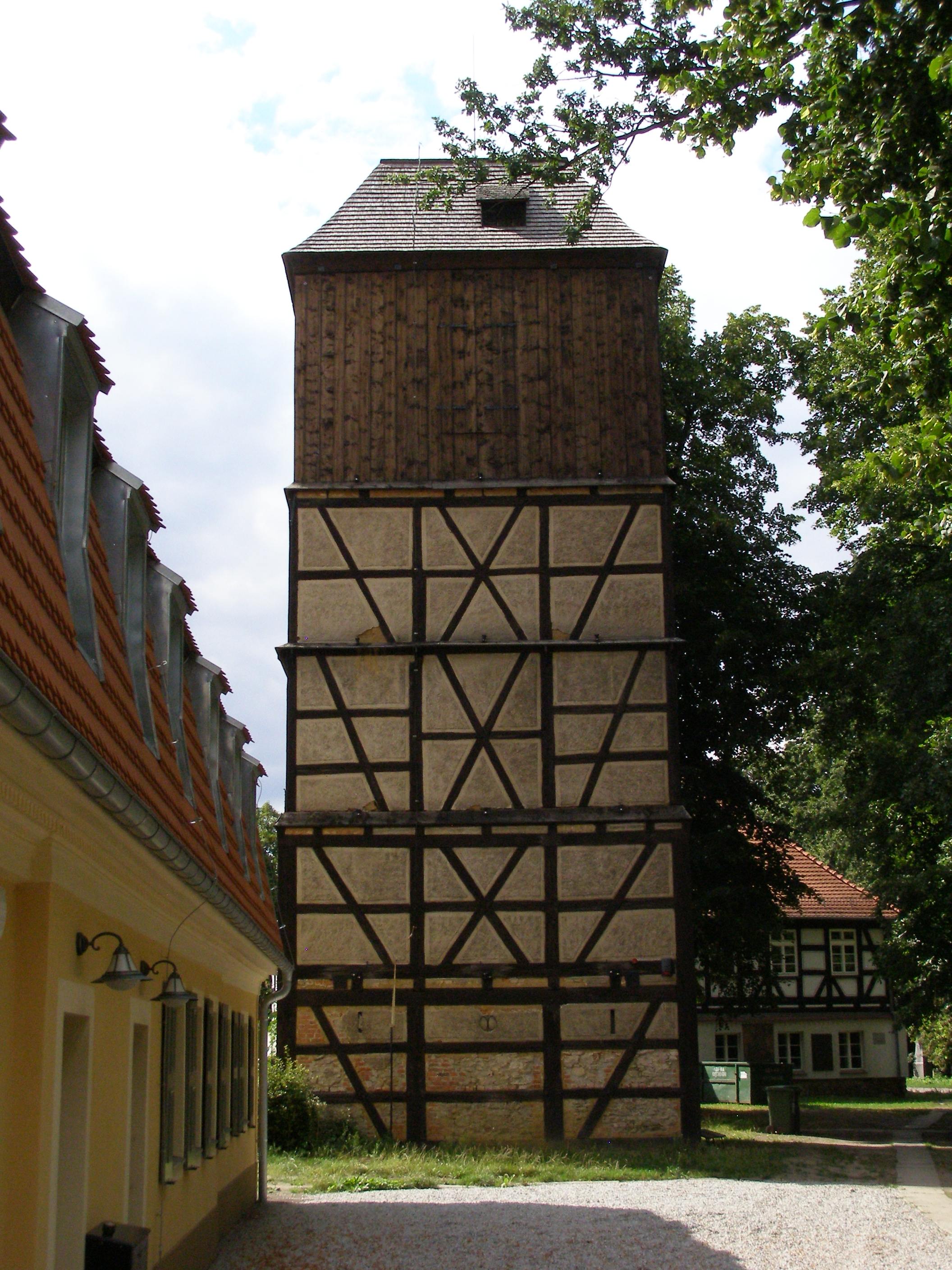
Campanile
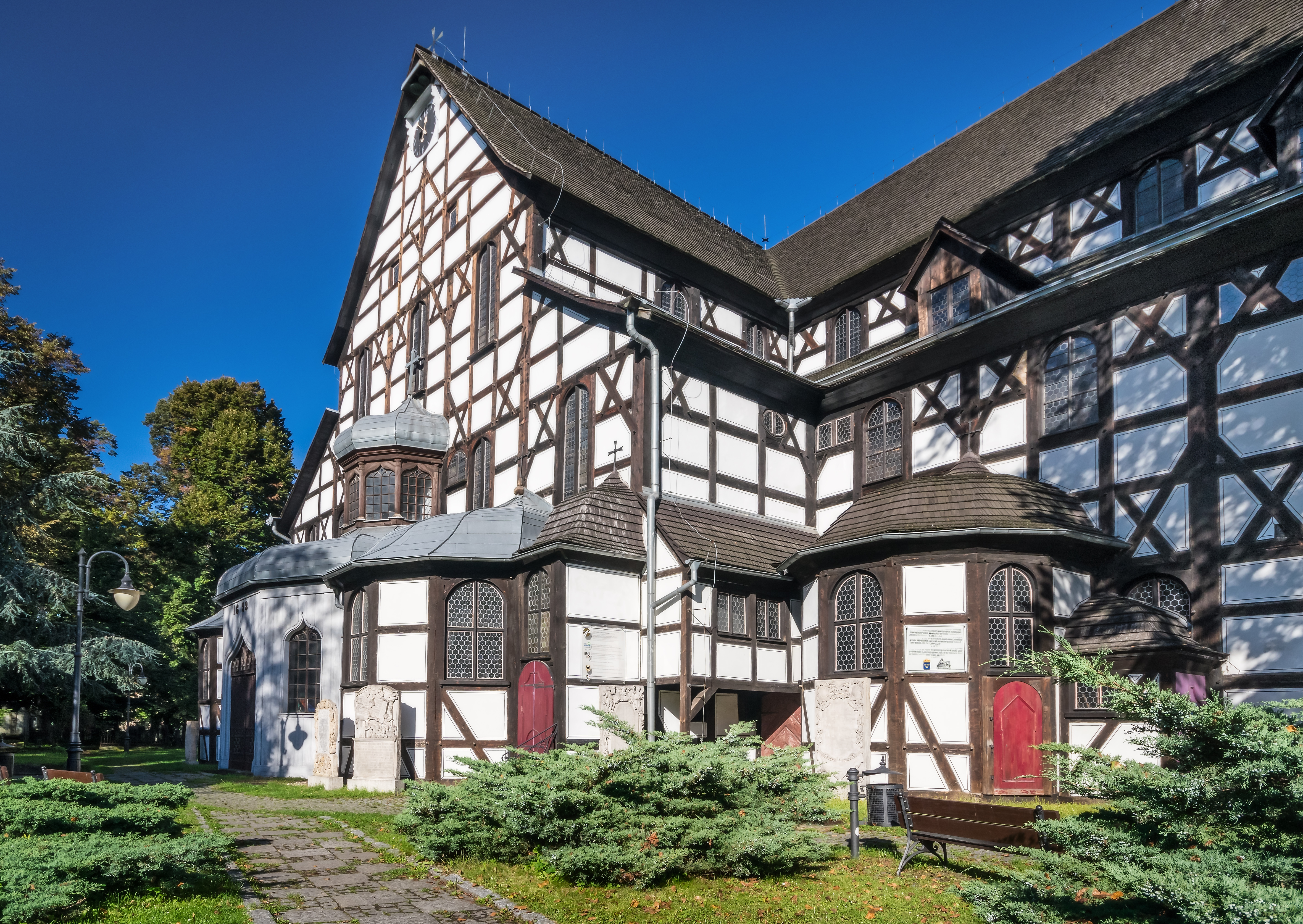
Il retro del tempio
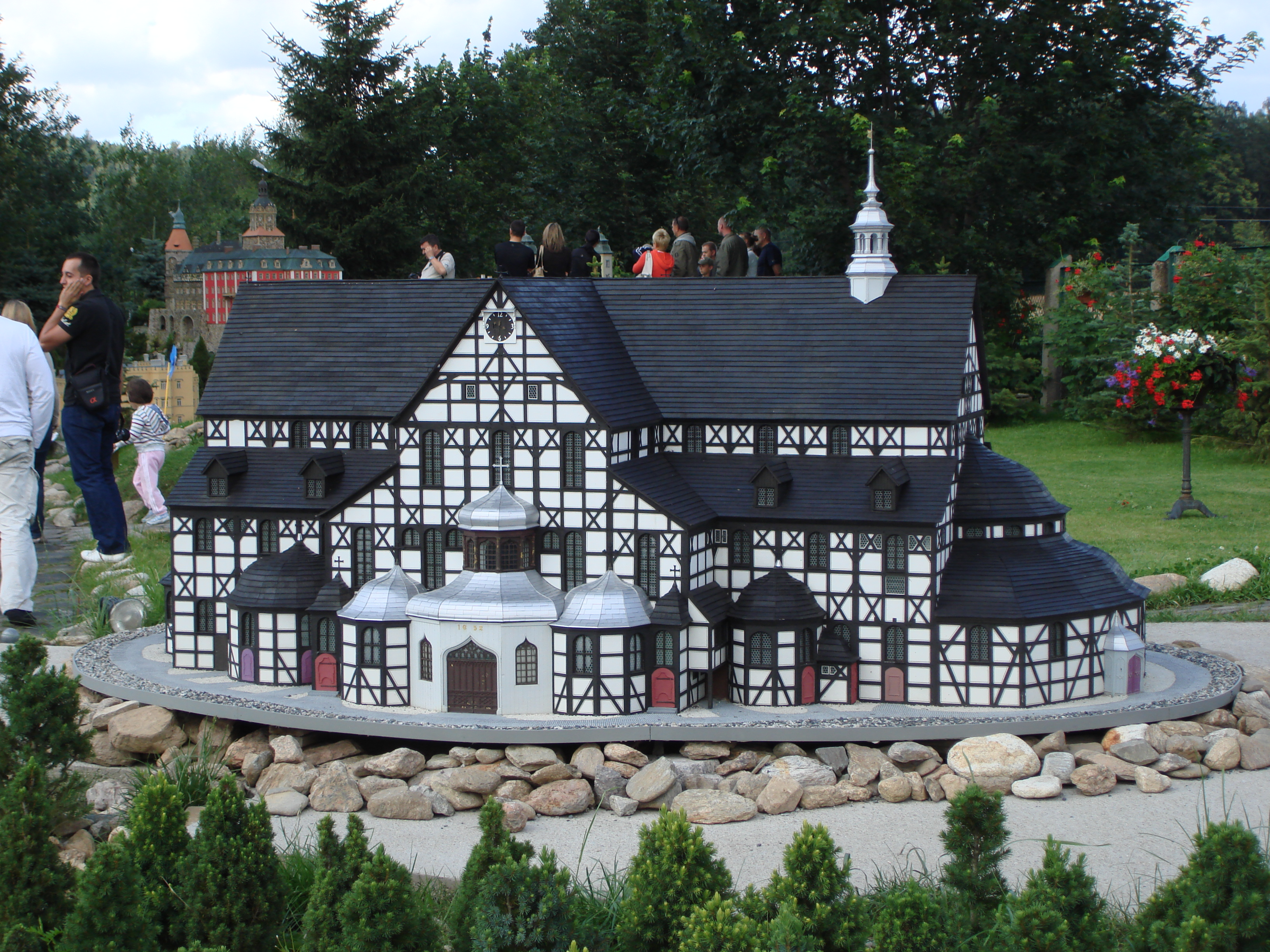
Miniatura della Chiesa della Pace a Świdnica nel parco in miniatura di Kowary